# Rozdroże (zniesiona kolonia)
Rozdroże – dawna kolonia w Polsce, w województwie warmińsko-mazurskim, w powiecie nidzickim, w gminie Nidzica na zachód od Nidzicy przy skrzyżowaniu dróg wojewódzkich nr. 538 i 545.
1 stycznia 2024 nazwa miejscowości została zniesiona.
W latach 1975–1998 miejscowość administracyjnie należała do województwa olsztyńskiego.